# Pirofosfat

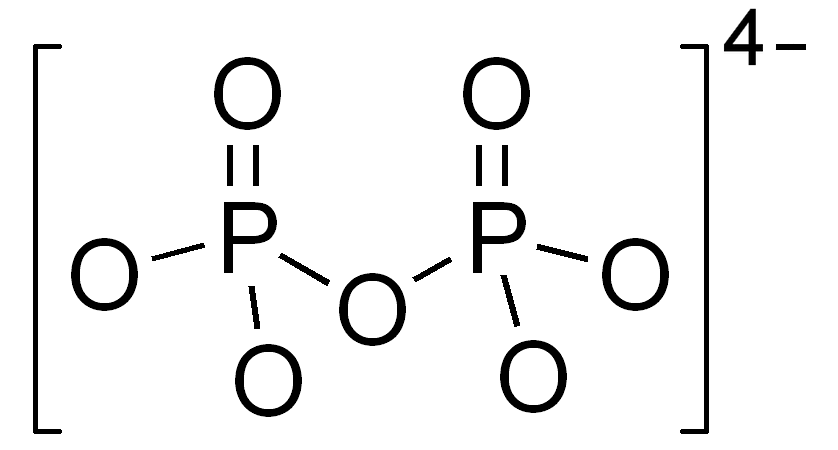
Structura anionului pirofosfat

Pirofosfatul este un oxo-anion care conține doi atomi de fosfor legați P-O-P. Pirofosfații sunt compușii derivați de la acidul pirofosforic, un exemplu fiind Na2H2P2O7. Pirofosfații sunt în general compuși albi sau incolori, iar sărurile cu metalele alcaline sunt solubile în apă.
Legătura pirofosfat este o legătură chimică deosebit de importantă în biochimie, regăsindu-se în molecule precum ATP-ul.